# Villequiers
 Villequiers  es una comuna y población de Francia, en la región de Centro, departamento de Cher, en el distrito de Bourges y cantón de Baugy.
Está integrada en la Communauté de communes de la Champagne Balgycienne .

## Demografía
| 564 | 534 | 527 | 433 | 466 | 446 |
| Para los censos de 1962 a 1999 la población legal corresponde a la población sin duplicidades (Fuente: INSEE [Consultar]) |     |     |     |     |     |